# Stenopogon ambryon
Stenopogon ambryon là một loài ruồi trong họ Asilidae. Stenopogon ambryon được Walker miêu tả năm 1849. Loài này phân bố ở miền Ấn Độ - Mã Lai.